# جذور: ملحمة عائلة أميركية

غلاف النسخة العربية لكتاب الجذور - 2004

«جذور: ملحمة عائلة أميركية» (بالإنجليزية: Roots: The Saga of an American Family)‏ رواية تاريخية ألفها أليكس هيلي ونشرت لأول مرة عام 1976. ثم أنتجت مسلسلا تلفزيونيا باسم «جذور» عام 1976 وعلى امتداد 12 ساعة والذي لاقى رواجا كبيرا. ثم انتج جزءا ثانيا بطول 14 ساعة باسم «جذور: الجيل التالي». وقام سعيد محمد عبد المنعم بترجمة الكتاب إلى العربية ونشرته دار مدبولي للنشر عام 2005.

## حبكة الرواية
حاول هيلي تتبع تاريخ عائلته منذ أحد أجداده والذي يدعى كونتا كونتي والذي استعبد عام واستحضر ليعمل كرق إلى الولايات المتحدة. وتناقلت الأجيال اللاحقة قصة كونتا وكيف أنه كان شخصا حرا في غامبيا. إلى أن حصل أحد أحفاد كونتا على الحرية والذي هو جد هايلي من جهة والدته. وبحث هايلي العادات الأفريقية وعادات الأفريقيين الأمريكيين ليدمجها في قصة رائعة تتحدث عن تاريخ عائلة منذ منتصف القرن الثامن عشر وحتى منتصف القرن العشرين.